# Lucia Gaddo Zanovello
Lucia Gaddo Zanovello (Padova, 11 aprile 1951) è una poetessa italiana.

## Biografia
Esordisce nel 1968 sulla rivista Città di Padova, con un saggio storico su Faedo di Cinto Euganeo.
Nel gennaio del 1969, per lo stesso periodico, svolge un lavoro di ricerca sull’Eremo del Monte Rua.
Dopo un periodo giovanile dedicato a diverse attività lavorative, impegna la maggior parte del suo percorso professionale come docente di scuola media, seguitando a coltivare studi di storia, di letteratura, di filosofia morale e di spiritualità, in empatia con la natura e con gli animali, così l’autrice: “Il mio personale incontro con la poesia è avvenuto verso gli undici anni, con Pianto antico di Carducci e La capra di Saba; la prima lirica […] mi parve un meraviglioso inno alla primavera, ed insieme, una tristissima, a tratti angosciosa canzone d’amore; la seconda […] mi diede un intimo scossone grazie a numerose associazioni multiple che, durante la lettura mi si scatenarono dentro: quel “querelarsi” fu per me […] un gorgo di vertiginose sensazioni, tra l’effetto sonoro, cosi simile al belato, e l’emotiva suggestione di una mite protesta-richiesta da parte di una creatura bisognosa. Da ultimo, un’autentica rivelazione fu trovare frequentemente nei versi i miei amatissimi animali nobilitati da una tale sensibilità poetica, in un universale compatire. Ma adoravo anche il disegno e la pittura e fu quella la prima via d’arte che seguii […]. Più avanti la pittura, quella materica, ad olio, che prediligevo, infastidiva con l’acre aroma il desco familiare... mentre la poesia poteva, inodore e segreta, proseguire indisturbata, anche dalle vicende familiari, e non apparire, se lo volevo...”.
Su esortazione di Annamaria Luxardo Angelini con cui resterà in contatto per tutta la vita, nel 1978 pubblica la prima raccolta edita di poesie, Porto antico; così lo scrittore Maurizio Conconi nella presentazione dell’opera: “[…] l’approdo del lirico itinerario è verso una serena consapevolezza […] alla ricerca della bellezza, della pace di natura e di una perduta armonia.”
Nel 2004 il compositore greco Sotiris Sakellaropoulos trae da Memodía, quarta sezione ‘Canto di luce’ e nel 2005 da La partitura, prima sezione, omonime opere musicali.
Nella primavera del 2008, lo scrittore Antonio Capuzzo porta a termine una lunga intervista alla poetessa e l’anno seguente ne cura la pubblicazione intitolata Amata Poesia: Antonio Capuzzo intervista Lucia Gaddo Zanovello.
Nel 2010 la scrittrice Rika Mitreli traduce in greco sei testi tratti da La partitura e li pubblica nel numero di maggio della rivista θ.ε.α. insieme ad un saggio commemorativo dedicato all’opera del musicista scomparso.
Interessata agli aspetti della vita quotidiana nel passato e al valore dei documenti d’archivio in quanto testimonianze dirette per la ricostruzione della verità, conduce studi di ricerca storica e d’archivio, in particolare a Firenze, Venezia, Padova, Trieste, Udine e San Vito al Tagliamento; nel 1981, relatore il prof. Marco Pecoraro, si laurea in letteratura moderna all’Università di Padova, documentando in tesi il carteggio inedito della corrispondenza intercorsa dal 4 marzo 1841 al 20 aprile 1874 tra Niccolò Tommaseo e Pierviviano Zecchini;
tra il 18 giugno e il 5 novembre 2005, in occasione del centocinquantenario della nascita di Vittoria Aganoor Pompilj a Padova, cura il convegno dedicato alla poetessa di origine armena e la ristampa anastatica di Leggenda eterna conforme all’esemplare della prima edizione dei Fratelli Treves di Milano; col dichiarato intento di informare e coinvolgere i più giovani nella ricostruzione di un periodo storico fra i più controversi e di sensibilizzarli a fare buon uso del bene essenziale della libertà, per Macabor nel 2018, pubblica La vicenda umana di Attilio Mlatsch. Una ricostruzione possibile fra ipotesi e verità, riguardante la deportazione e l’internamento nei lager nazisti degli ufficiali e soldati italiani catturati dopo l’8 settembre 1943, per aver rifiutato ogni forma di collaborazione con i nazisti.

## Citazioni
(Mario Stefani, Malinconie e autoironia nei versi di Lucia Gaddo in "Il Gazzettino di Venezia", 3 marzo 1999)
(Cesare Ruffato, Lucia Gaddo Zanovello, Memodía, Marsilio, Collana Elleffe, Venezia, 2003, in "Hebenon - Rivista internazionale di letteratura", Torino, Burolo, s. 3, n. 3, 2004, pp. 164-6)
(Roberto Carifi, Per competenza, in "Poesia", Milano, Crocetti, n. 184, 2004, p.78)

## Riconoscimenti
- Premio speciale alla carriera, per la poesia, presso l’Aula Magna della Pontificia Università Urbaniana, Città del Vaticano, nell’ambito del Premio Internazionale Giuseppe Sciacca 2011.[15]

- La silloge Cosí sia (poi inclusa in Consapevolvenze) nel 2015 consegue, nella sezione inediti, il “Premio Letterario Nazionale di Calabria e Basilicata”[16] dell’Istituto Culturale della Calabria, Il Musagete, in Arcavacata di Rende (CS), Università della Calabria.

## Opere

### Poesia
- Porto Antico, collana Il girasole, Padova, Edigam, 1978, OCLC 955446974. (Premio letterario ENAC - Edizioni 2000, 1979)[17]
- Bramiti, collana Poesia, Firenze, La Ginestra, 1980. (Prefazione di Vittorio Vettori)
- Da serpe amica, Padova, Padova Press, 1987. (Premio Città di Alanno, 1987)
- Semiminime, Padova, Padova Press, 1988, OCLC 898701898.[18]
- Per erbe più chiare, Sora (Fr), Edizioni Dei Dioscuri, 1988.[19]
- Nóstoi, Padova, Cleup, 1998, OCLC 955814793. (Premio Campagnola, Brugine, 1999)
- Fatalgía, Padova, Cleup, 1998, OCLC 955814736.
- In lúmine, Padova, Cleup, 1998, OCLC 955814794.
- La trilogia del volo, Padova, Cleup, 1998, OCLC 955814148.
- La partitura, Padova, Cleup, 1998, OCLC 955814619.
- Il sonno delle viole, Padova, Cleup, 1999, ISBN 88-7178-335-2. (Presentazione di Luciano Nanni; Premio Fiera di Casalguidi, 2001)
- Un parlare d’acqua, Padova, Cleup, 2000, OCLC 898693668.
- Solargento, Padova, Cleup, 2000, OCLC 955828212.
- Memodía, collana Elleffe, Venezia, Marsilio, 2003, ISBN 88-317-8284-3.[20]
- Silentissime, Limena (Pd), Imprimenda, 2006, ISBN 88-8861-011-1.[21]
- Ad lucem per undas, collana L’arcobaleno, Novi Ligure (Al), Joker, 2007, ISBN 978-88-7536-136-5. (prefazione di Sandro Montalto)
- Amare serve, Padova, Cleup, 2010, ISBN 978-88-6129-670-1.[22]
- Illuminillime, Padova, Cleup, 2011, ISBN 978-88-6129-669-5.[23] (Premio Campagnola, Brugine, 2011; finalista al Premio Letterario Nabokov, 2012)
- Rodografie, Padova, Cleup, 2012, ISBN 978-88-6129-855-2.[24]
- Buona parte del giorno, Catania, Incontri Edizioni, 2013.[25] (Prefazione di Sebastiano Gesù; Premio Angelo Musco, Comune di Milo, 2012)
- Disforia del nome, collana Poesia, Castelfranco Veneto (TV), Biblioteca dei Leoni, 2014, ISBN 978-88-98613-15-1. (Nota di Paolo Ruffilli; Premio Calabria e Basilicata, 2014)
- Consapevolvenze, collana L’arcobaleno, Novi Ligure (AL), Joker, 2015, ISBN 978-88-7536-300-0. (Prefazione di Sandro Montalto)
- Asincrono scacchiere. Poesie scelte (1962-2015), collana Il dado e la clessidra, Roma, Edizioni Progetto Cultura, 2016, ISBN 978-88-6092-835-1. (A cura di Giorgio Linguaglossa)
- Eventi primi, collana I fiori di Macabor, Francavilla Marittima (CS), Macabor, 2017, ISBN 978-88-94243-25-3.[26] (Prefazione di Bonifacio Vincenzi)
- Vele al Venda, collana Percorsi, Francavilla Marittima (CS), Macabor, 2022, ISBN 979-12-80101-63-1. (Prefazione di Silvano Trevisani)

### Saggistica
- Considerazioni del Tommaseo sulla poesia in una lettera inedita a Pierviviano Zecchini, in Lettere Italiane, vol. 40, n. 2, Firenze, Olschki, 1988,  pp. 224-34. URL consultato il 18 luglio 2022.
- La poesia come creazione e conoscenza del molteplice - Scrittura poetica e funzione estetica, in Punto di Vista, n. 36, Padova, LPE - Libraria Padovana Editrice, 2003,  pp. 118-20, ISSN 1592-2243 (WC · ACNP). URL consultato il 18 luglio 2022.
- L’epico innesto etico nell’etimo di Cesare Ruffato, in (AA.VV.) Per Cesare Ruffato - Testimonianze critiche, collana I giorni, Venezia, Marsilio, 2005,  pp. 185-8, ISBN 88-317-8705-5.
- La vicenda umana di Attilio Mlatsch - Una ricostruzione possibile fra ipotesi e verità, collana Nuova luce, Francavilla Marittima (CS), Macabor, 2018, ISBN 978-88-85582-35-4.